# Raio clássico do elétron
O raio clássico do elétron é uma combinação de quantidades físicas fundamentais que definem um comprimento de escala para os problemas que envolvem os elétrons que interagem com a radiação eletromagnética. De acordo com a compreensão moderna, o elétron é uma partícula elementar com carga puntual, sem extensão espacial. Tentativas de modelar o elétron como uma partícula não-puntual são consideradas mal-concebidas e contra-pedagógicas. No entanto, é útil para definir um comprimento que surge nas interações do elétron em problemas de escalas atômicas. O raio clássico do elétron é dado como (em unidades SI):
{\displaystyle r_{\text{e}}={\frac {1}{4\pi \varepsilon _{0}}}{\frac {e^{2}}{m_{\text{e}}c^{2}}}=2,8179403227(19)\times 10^{-15}{\text{ m}},}
onde {\displaystyle e} e {\displaystyle m_{\text{e}}} são a carga elétrica e a massa do elétron, {\displaystyle c} é a velocidade da luz, e {\displaystyle \varepsilon _{0}} é a permissividade do vácuo. Este valor numérico é várias vezes maior do que o raio do próton.
Em unidades CGS, o fator permissividade não é considerado, mas o raio clássico do elétron mantém o mesmo valor.
O raio clássico do elétron é às vezes conhecido como raio de Lorentz ou comprimento do espalhamento de Thomson. É uma das três escalas relacionadas de comprimento, sendo as outras duas o raio de Bohr e o comprimento de onda Compton do elétron. O raio clássico do elétron é obtido a partir da massa do elétron {\displaystyle m_{\text{e}}}, da velocidade da luz {\displaystyle c} e da carga do elétron {\displaystyle e}.  O raio de Bohr é obtido a partir de {\displaystyle m_{\text{e}}}, {\displaystyle e} e da constante de Planck {\displaystyle h}. O comprimento de onda Compton é obtido a partir de {\displaystyle m_{\text{e}}}, {\displaystyle h} e {\displaystyle c}. Qualquer uma dessas três escalas de comprimento pode ser escrita em termos de qualquer outra usando a constante de estrutura {\displaystyle \alpha }:
{\displaystyle r_{\text{e}}={\alpha {{\hbar c} \over {m_{\text{e}}c^{2}}}}={\alpha {\lambda _{\text{e}} \over 2\pi }}=\alpha ^{2}a_{0}.}

## Derivação
A motivação para a obtenção do raio clássico do elétron pode estar no cálculo da energia necessária para manter uma quantidade de carga {\displaystyle q} em uma esfera de um determinado raio {\displaystyle r}. O potencial eletrostático a uma distância r de uma carga {\displaystyle q} é
{\displaystyle V(r)={\frac {1}{4\pi \varepsilon _{0}}}{\frac {q}{r}}}.
Para trazer uma quantidade adicional de carga {\displaystyle dq} desde o infinito, necessita-se colocar energia no sistema, {\displaystyle dU}
{\displaystyle dU=V(r)dq}.
Ao assumir que a esfera tem uma densidade de carga constante, {\displaystyle \rho }, temos 
{\displaystyle q=\rho {\frac {4}{3}}\pi r^{3}}    e    {\displaystyle dq=\rho 4\pi r^{2}dr}.
Fazendo a integração de {\displaystyle r} começando em zero até um raio final {\displaystyle r} leva-nos à expressão da energia total, {\displaystyle U}, necessária para manter a carga total {\displaystyle q} em uma esfera uniforme de raio {\displaystyle r}:
{\displaystyle U={\frac {1}{4\pi \varepsilon _{0}}}{\frac {3}{5}}{\frac {q^{2}}{r}}}.
Esta é a chamada auto-energia eletrostática do objeto. A carga {\displaystyle q} é agora interpretada como um elétron de carga {\displaystyle e} e energia {\displaystyle U} definida igual à massa-energia relativística do elétron, {\displaystyle mc^{2}} e o fator numérico 3/5 é ignorado como sendo específico para o caso especial de uma densidade de carga uniforme. O raio {\displaystyle r} é, então, definido como sendo o raio clássico do elétron, {\displaystyle r_{\text{e}}} e chega-se à expressão dada acima.
Note que esta derivação não dizer que {\displaystyle r_{\text{e}}} é o raio de um elétron. Ela apenas estabelece uma ligação dimensional entre a energia eletrostática  e a massa-energia do elétron.

## Discussão
O raio do elétron ocorre no limite clássico das teorias modernas, tais como o espalhamento Thomson não-relativístico e a fórmula relativística Klein–Nishina. Além disso, {\displaystyle r_{\text{e}}} é mais ou menos o comprimento de escala em que a renormalização se torna importante na eletrodinâmica quântica. Isto é, em distâncias pequenas, flutuações quânticas no vácuo ao redor de um elétron começam a ter efeitos calculáveis, que tem consequências mensuráveis na física atômica e de partículas.